# طارق العریان
طارق العریان (عربی: طارق العريان؛ زادهٔ ۱۲ سپتامبر ۱۹۶۳) کارگردان فیلم اهل مصر است.